# Verband unabhängiger Musikunternehmer*innen
Der Verband unabhängiger Musikunternehmer*innen (historisch bedingt abgekürzt VUT, vormals Verband unabhängiger Musikunternehmen) ist ein eingetragener Verein mit Sitz in Berlin, gegründet 1993 von elf Musiklabelbetreibern in Hamburg. Mit rund 1.300 Mitgliedern (Stand: 2017) ist er der größte Verband seiner Art in Europa. Er vertritt die Interessen der kleinen und mittelständischen unabhängigen Musikunternehmen, darunter Labels, Verlage, Vertriebe und selbstvermarktende Künstler in Deutschland.
Der VUT ist Mitglied in den internationalen Verbänden WIN (Worldwide Independent Network) und Impala sowie im Bundesverband Popularmusik und der Berlin Music Commission.

## Zweck
Der Verband versteht sich als Schnittstelle zwischen Musikwirtschaft, Politik, Medien und Gesellschaft. Gleichzeitig will er Ansprechpartner für alle Themen rund um die Musikwirtschaft sein und sich für die kleinen und mittelständischen unabhängigen Musikunternehmen Deutschlands (KMU) einsetzen, damit die kulturelle Vielfalt, zu der diese beitragen, stärker wahrgenommen wird und eine größere Wertschätzung erfährt. VUT-Mitglieder verstehen sich als Partner der Künstler, fördern aufstrebende Talente und setzen auf eine langfristige Beziehung mit ihnen. Unter dem Motto Act United – Stay Independent verfolgt der Verband das Ziel, faire Wettbewerbsbedingungen und Marktzugang für alle Musikunternehmen – unabhängig von ihrer Größe – zu erreichen.

## Über den Verband
Zu seinen rund 1300 Mitgliedern zählen Labels, Verlage, Vertriebe, Produzenten sowie Künstler, die sich selbst vermarkten. Insgesamt stehen unabhängige Musikunternehmen für einen Marktanteil von über 35 Prozent der genutzten Musikaufnahmen. In Bezug auf die gesamte Musikwirtschaft Deutschlands wurden im Jahr 2012 rund 56 Prozent der Umsätze von kleinen und mittleren Unternehmen erzielt. Kennzeichnend für die Mitgliedsunternehmen sind die partnerschaftliche Beziehung zu ihren Künstlern und ihre Innovationsbereitschaft.
Als Verband engagiert sich der VUT auf deutscher, europäischer und internationaler Ebene für die Interessen der unabhängigen Musikwirtschaft, deren Kern die Musiker und Autoren bilden. Als Dienstleister bietet der VUT seinen Mitgliedern ein breites Spektrum an Beratungs-, Informations- und Serviceleistungen. Dazu zählen unter anderem die Mitglieder- und Rechtsberatung, Aus- und Weiterbildungsveranstaltungen, Nachwuchsförderung, der Abschluss von Rahmenverträgen sowie regelmäßige Branchennewsletter.
Der Verband verleiht jährlich die VIA – VUT Indie Awards, die ersten und einzigen Kritikerpreise der unabhängigen Musikbranche, um herausragende Talente zu ehren und die kulturelle Vielfalt der KMU zu präsentieren. Des Weiteren finden seit 2013 regelmäßig die VUT Indie Days, Deutschlands größte Plattform für Recorded Music, statt. Sie sind Treffpunkt für unabhängige Unternehmen aus dem In- und Ausland und ihre Künstler. Seit 2015 finden die VUT Indie Days und die Verleihung der Auszeichnungen im Rahmen des Reeperbahn Festivals in Hamburg statt.

## Ziele
Der VUT setzt sich eigenen Angaben zufolge für die Wertschätzung von Musik an sich und insbesondere für die Anerkennung des Beitrags der kleinen und mittleren Musikunternehmen (KMU) zu einer vielfältigen Kulturlandschaft und zur interkulturellen Arbeit ein. Er arbeitet an der Verbesserung der rechtlichen, wirtschaftlichen und politischen Rahmenbedingungen, damit KMU weiterhin in den Nachwuchsaufbau und langfristig in Künstler investieren können und einen besseren Marktzugang sowie faire Wettbewerbsbedingungen erhalten. Weitere Anliegen sind unter anderen faire Bezahlung und soziale Arbeitsbedingungen für Künstler und in der Musikbranche Tätige, Vermittlung von Wissen rund um die Musikwirtschaft Zur Geschäftsgrundlage zählen sowohl das Urheberrecht als auch das Arbeitsrecht der Künstler.

## Struktur
Der Vorstand wird von den Verbandsmitgliedern für eine Dauer von zwei Jahren gewählt. Mit Stand von Januar 2022 gab es zwölf Vorstandsmitglieder. Désirée Vach übernahm 2017 das Amt des Vorstandsvorsitzes von Christof Ellinghaus. Mark Chung übernahm das Amt 2019 und 2021 wurde Dr. Birte Wiemann zur Vorstandsvorsitzenden ernannt. Die Geschäftsstelle wird von Geschäftsführer Jörg Heidemann geleitet. Des Weiteren gibt es fünf Regionalgruppen: VUT-Nord, VUT-West, VUT-Mitte, VUT-Süd und VUT-Ost. Es gibt drei Fachgruppen innerhalb des VUT: Die Selbstvermarkter, die Musikverlage (MVV) und die Jazz & World Partners. Zudem hat der Verband im August 2015 das Netzwerk Music Industry Women gegründet. Ziel des Netzwerks ist, dass langfristig mehr Frauen die Musikwirtschaft mitgestalten – und zwar auch in Führungspositionen und als Gründerinnen – und dafür zu sorgen, dass Frauen sichtbarer werden. Darüber hinaus dient Music Industry Women als Plattform zur Vernetzung, zum Austausch und zur Weiterbildung. 
Erstes großes Projekt war ein Mentoring-Programm für Frauen die Musikwirtschaft, das im November 2015 startete. Das Mentoring-Programm richtete sich gezielt an den weiblichen Nachwuchs und erfahrene Mentorinnen aus den Bereichen Label, Verlag, Vertrieb sowie der anderen im VUT vertretenen Geschäftsbereichen. Das Mentorenprogramm MEWEM 2023 richtet sich darüber hinaus auch an trans und non-binäre Menschen.
Es gibt insgesamt acht Ausschüsse zu den folgenden Themen: Mitglieder und Öffentlichkeitsarbeit, Wirtschaft und Internationales, Regionalgruppen, Fachgruppen, Politik, Music Industry Women, VIA - VUT Indie Awards und Personal.

## Geschichte
1993 wurde der Verband unabhängiger Tonträgerunternehmen in Hamburg mit dem Ziel gegründet, den existenzbedrohenden Veränderungen des Tonträgermarktes und den verschärften Wettbewerbsbedingungen entgegenzuwirken. Ab 1999 nannte er sich Verband unabhängiger Tonträgerunternehmen, Musikverlage und Musikproduzenten e. V. (VUT). Im Jahr 2000 wurde Impala als Dachverband der europäischen Verbände der unabhängigen Musikunternehmen gegründet. 2004 zog die VUT-Geschäftsstelle von Hamburg nach Berlin um. 2008 erhielt der VUT einen neuen Namen: Verband unabhängiger Musikunternehmen e. V. Seit Oktober 2019 nennt sich der VUT Verband unabhängiger Musikunternehmer*innen, um den großen Anteil der Einzelunternehmer und selbstvermarktenden Künstler im Verein angemessen zu repräsentieren. 2011 wurde erstmals die Goldene Indieaxt für besondere Verdienste für die unabhängige Musikbranche verliehen. Der VUT veranstaltete 2013 erstmals die VUT Indie Days und VIA - VUT Indie Awards in Berlin. 2015 wurde das Netzwerk Music Industry Women für Frauen in der Musikwirtschaft gegründet und die erste Runde des Mentoring-Programms gestartet. Im selben Jahr zogen die VUT Indie Days und die VIA - VUT Indie Awards nach Hamburg um und fanden erstmals im Rahmen des Reeperbahn Festivals statt.